# Open House of Horrors
Open House of Horrors é o quinto episódio da quarta temporada da série Modern Family. O episódio foi exibido originalmente pela ABC no dia 24 de outubro de 2012 nos EUA.

## Sinopse
Claire foi exagerada em Halloweens passados e os vizinhos definitivamente não compartilham seu entusiasmo, por isso este ano ela está sendo forçada a maneirar no feriado e ficar bem amigável, Phil tem a ideia de organizar uma casa dos horrores aberta na noite de Halloween. Enquanto isso, Mitch e Cam sediam uma festa a fantasia, enquanto Lily pergunta quem sua mãe é real, e os hormônios da gravidez de Gloria estão no limite, tornando-a ainda mais exaltada do que o habitual.

## Audiência
Na sua transmissão original americana, "Open House of Horrors", foi visto por cerca de 12.520 mil famílias de acordo com a Nielsen Media Research.

## Críticas
O redator do IMDb Semih Masat deu 9/10 estrelas e uma crítica positiva ao episódio dizendo que o episódio foi "bom" e que "adorou o episódio", mas criticou a série dizendo que "sente a falta de um episódio do dia das bruxas na terceira temporada". Ele elogiou as atuações e disse que foi muito superior ao episódio anterior de dia das bruxas da segunda temporada "Halloween".